# Фридберг, Авраам Шалом
Авраам Шалом Фридберг (Авром-Шолем Фридберг; 6 ноября 1838, Гродно — 21 марта 1902, Варшава) — еврейский писатель, публицист и редактор.

## Биография
Родился в Гродно в ортодоксальной семье. Потеряв отца, тринадцати лет от роду поступил к часовых дел мастеру в учение. Получил традиционное еврейское религиозное образование. Жил в Брест-Литовске (1854—1856) и Кишинёве (1856—1858). В 1858 вернулся в свой родной город, занимался преподаванием древнееврейского языка в богатых семьях. В 1883—1886 годах в Санкт-Петербурге печатался и редактировал газету «Гамелиц». В 1886 году поселился в Варшаве, где принимал близкое участие в изданиях Н. Соколова «Ха-Цефира» и «Ха-Асиф». В 1888 году стал редактором еврейской энциклопедии «Ха-Эшкол», вскоре прекратившейся; в том же году он был назначен цензором еврейских книг (занимал этот пост до 1891 года).
Первая книга Фридберга на древнееврейском языке — переработка романа английской писательницы Грейс Агилар «Кедровая долина, или Мученик» (1876). Автор фельетонов, которые подписывал «Гар Шалом». Работал в издательстве «Ахиасаф», в котором вышла его книга «Толдот ха-иегудим бэ Сфарад» («История евреев в Испании», 1893). Сотрудничал в ежегоднике Н. Соколова «Сефер ха-Шана». Вёл рубрику в газете на идише «Дер юд».
Жена — Гута-Фрейда Триллинг (1838—1912). Дочь Бейла (1863-1938) — писательница (псевдоним Изабелла), писала на идише, была замужем за еврейским писателем Мордхе Спектором (1858—1925).